# نغور (حومة بم)
نغور (بالفارسية: نگور) هي قرية تقع في إيران في منطقة مركزية ريفية. يقدر عدد سكانها بـ 344 نسمة بحسب إحصاء 2016.